# Livingstone Alleyne
Livingstone Alleyne (nascido em 8 de fevereiro de 1971) é um ex-ciclista barbadense.

## Olimpíadas
Competiu pelo Barbados no ciclismo de estrada dos Jogos Olímpicos de Verão de 1992.